# جوزپه کاردونه
جوزپه کاردونه (انگلیسی: Giuseppe Cardone؛ زادهٔ ۳ مارس ۱۹۷۴) بازیکن فوتبال اهل ایتالیا است.
از باشگاه‌هایی که در آن بازی کرده‌است می‌توان به باشگاه فوتبال مودنا، باشگاه فوتبال پارما، باشگاه فوتبال بولونیا، باشگاه فوتبال پیاچنزا، باشگاه فوتبال ونتزیا، باشگاه فوتبال چزنا، باشگاه فوتبال آ.ث. میلان، و باشگاه فوتبال ویچنزا اشاره کرد.